# Richtpfennig
Der Richtpfennig war ein Gewicht, das im Münzwesen als Richtwert genommen wurde.
Er wurde aus Silber gegossen und auf einer Gold- und Silberwaage, der Feinwaage der Zeit, geeicht. Der Richtpfennig war ein viereckiges Stück, das durch Befeilen (vgl. auch Rändeln) auf ein sehr genaues Gewicht gebracht wurde. Nach diesem Pfennig wurden die Gewichte der zu prägenden Münzen bestimmt.
- 1 Richtpfennig = 39/40 Gramm = 975 Milligramm
- 1 Richtpfennig = 125/128 Gramm = 976,5625 Milligramm (Württemberg)[1]

Die Kölnische Mark teilte sich in
- 1 Mark (köln.) = 8 Unzen = 16 Lot = 64 Quint = 256 Richtpfennig = 912 Heller = 4020 Dukaten-As = 4352 Eschen = 65536 Richtpfennigteile = 233,8123 Gramm. Der Richtpfennigteil wog also 3,568 Milligramm.

An die Stelle des Richtpfennigs ist seit 1857 das Tausendstelpfundgewicht mit weiterer dezimaler Einteilung getreten.